# アンチャーテッド 黄金刀と消えた船団
『アンチャーテッド 黄金刀と消えた船団』（アンチャーテッド おうごんとうときえたせんだん、Uncharted 2: Among Thieves）は、ノーティ・ドッグ開発 ソニー・コンピュータエンタテインメント (SCE) 発売のアンチャーテッドシリーズ第2弾。PlayStation 3 および PlayStation 4専用アクションアドベンチャーゲーム。英語版のタイトルから「アンチャーテッド2」と呼ばれることが多い。略称は「アンチャ2」、「UC2」。キャッチコピーは「本能が冷や汗をかく」。Game of the Yearなど150以上の賞を獲得している。2015年には『アンチャーテッド コレクション』としてリマスター化もされた。

## 概要
2007年に発売されたアクションアドベンチャーゲーム、『アンチャーテッド エル・ドラドの秘宝』の続編。前作と同じく、ノーティドッグが開発を担当した。
基本的なコンセプトとゲームシステムは前作から踏襲しつつ、グラフィックの強化、機能追加による操作性の改善、多様な音響システムに対応、上級者から初心者まで対応した豊富な難易度設定など、よりブラッシュアップがなされた。舞台もほぼ孤島に固定されていたエル・ドラドから打って変わり、様々なシチュエーションのステージが用意されている。ローディングはムービー中の裏読み処理により、HDDへデータインストールせずともシームレスな切り替えが可能。
また今作（PS3版のみ）からマルチプレイモードにも対応。オンライン対戦でプレイすると全てのプレイヤーの動きが保存され、好きな角度から鑑賞でき、一時停止やスクリーンショットが可能やシネマモードを搭載している。
ゲーム界のアカデミー賞とも呼ばれる「AIAS Game of the Year」を受賞している。
2010年2月18日には、前作のベスト版と本作をセットにした『アンチャーテッド TWIN PACK』が数量限定で販売。
2011年8月25日には、PlayStation 3 the Best版が発売。
2011年11月2日には、続編となる『アンチャーテッド 砂漠に眠るアトランティス』が発売。
2015年10月8日には、PlayStation 4専用タイトルとしてリマスター版が発売。新型ハードへ移植に伴い、高解像度化と高フレームレート化、新規トロフィーやフォトモードの追加がなされている。（ただし、PS3版にあったオンラインによるマルチプレイモードのみ収録されていない）

## ゲーム内容
シングルプレイモードでプレイヤーが操るのは、海洋冒険家「フランシス・ドレイク」の子孫を自負するプロのトレジャーハンター「ネイサン・ドレイク」（愛称：ネイト）。ネイトは仲間と一緒にマルコ・ポーロの消えた船団が鍵を握っていたチンターマニ石を求めて冒険に出る。宝を探しているうちに更なる数々の謎を見つけ、やがてある有力な男の野望から世界を救うことになる。
マルチプレイでは、インターネットを介した最大10人までのオンライン対戦が可能である。オンライン対戦専用のステージでは、プレイヤーが2チームに分かれて“宝”を奪い合う“宝探し”や、ある“テリトリー”を奪い合う“テリトリー奪い”、制限時間内のキル数を競う“デスマッチ”などの多彩なルールで対戦できる。また、最大3人での、敵の攻撃に耐える“サバイバル”や、敵に耐えながら“宝”を指定された所まで運ぶ“ゴールデンラッシュ”などの協力プレイも楽しめる。そして、ボイスチャットを利用したほかのプレイヤーとのコミュニケーションやフレンド同士でのパーティー結成なども可能。このほか、オンライン対戦時に使用するキャラクターの選択や、ゲームで獲得したポイントで入手できるスキルなども用意されている。

### 体験版
PlayStation Storeで配信されている無料体験版では、チャプター5「市街戦」の最初から、クロエと合流して攻撃ヘリを撃破するシーンまでプレイすることができる。体験版をプレイする、PVを見る、オプションを変えることしかできず、ボーナスやマルチプレイなどはできない。また、ボーナスアイテムの「宝物」も置かれていない。

## システム
本シリーズのシステムは、3DアクションとTPSの要素を組み合わせたものであり、ジャンプ、泳ぐ、つかむ、登る、飛び越る、ロープを使うなどのアクションを駆使して進めていく。ステージには武装した敵兵がおり、銃撃戦やステルスキル等で倒せる。武器の種類は豊富であるが、一度に持てるのはハンドガン系の武器1つとロングガン系の武器1つ、グレネード4つだけである。これらの武器は、あらかじめマップに置いてあるものを拾ったり、倒した敵が落とした武器を拾うことによって補充できる。
マルチプレイヤーモードでは、対戦と協力の2つのモードがある。協力モードでは、最大3人のプレイヤーが仲間と銃撃戦などを伴うミッションを達成する。ケガをしたり、敵にやられると仲間に救助を求める。対戦モードでは、最大10人のプレイヤーが各5人の2チームに別れ、お互いに対戦する。最もオーソドックスなデスマッチモードでは2チームに別れ、ヒーロか敵のいずれかとして活躍して、相手チームを倒していく。敵に倒されると5秒後に復活できる。相手を倒していくとポイントを獲得でき、レベルアップする。レベルアップすることで、キャラクターのコスチュームやブースター(獲得した金で購入する能力強化スキル)などを解除できる。

## ストーリー
プロローグ
海洋冒険家・フランシス・ドレイクの子孫を自負する、トレジャーハンターのネイサン・ドレイク（愛称：ネイト）。彼はある日、雪山で大破した列車の中で血まみれの状態で目を覚まし、宙ずりになった列車から脱出を図った。薄れる意識の中、事の発端を思い返していた……。
トルコ
数ヶ月前、彼は顔馴染みのトレジャーハンターであるハリー・フリンから、ある話を持ちかけられる。それは、トルコのある博物館に展示されている「オイルランプ」を盗むという話だった。ネイトは、オイルランプの写真を見て何の価値もないと一蹴するが、さらにハリーは依頼人から拝借した文章を見せる。それは、ラテン語で書かれたマルコ・ポーロの日記だった。その内容は、マルコ・ポーロが率いた船団のうち、詳細な記録のない消えた13隻の船を示唆するもの。そこからネイトは、このオイルランプに消えた13隻の船の手がかりがあると推測する。たちまち好奇心の湧いたネイトは、ハリーからパートナーとして紹介された女性トレジャーハンターのクロエ・フレイザーと共に、オイルランプ強奪計画に乗ることを決めた。ハリーの前ではお互い初対面の振りをしたが、実はクロエはネイトのかつての恋人だった。
ネイトとハリーは、博物館に潜入し、厳重な警備を掻い潜ってオイルランプがある展示室に到着。早速オイルランプを調べるが、中に入っていたのは何も書かれていない古い紙と、青い石ころだった。ハリーはがっかりするが、ネイトは青い石が松脂であることに気付き、それを燃やした灯りに古い紙をかざすと、ボルネオ島の西海岸を示す地図が浮かび上がる。地図の文言から、ネイトはマルコ・ポーロが伝説の都市「シャングリラ」を見つけたこと、シャングリラの秘宝「チンターマニ石」が消えた13隻の船に積まれている可能性があることを推測する。手掛かりを得た2人は博物館から脱出しようとするが、突如ハリーが裏切り、警報機を発動出せてネイトを置き去りにしてしまう。ネイトは何とか外に出るが、警備員に包囲され逮捕。刑務所に収監されてしまう。
3か月後、ネイトは幾多の冒険を共にした相棒のサリーとクロエによって助け出される。ネイトは、自身を裏切ったハリーと組んでいたクロエを警戒するが、クロエからハリーの雇い主が元亡命戦争犯でテロ組織を率いるゾラン・ラザレビッチであること、彼らがボルネオ島で消えた13隻の船を発見したことを聞かされると、彼らより先にチンターマニ石を見つけるべくボルネオ島に向かうことにする。
ボルネオ島
ボルネオ島では、ラザレビッチの軍隊がマルコ・ポーロの船の発掘作業を行っていた。その中心にある野営には、ラザレビッチとハリーの姿もあった。ネイトは、クロエが仕掛けた爆弾で兵士たちを陽動し、その隙に野営に侵入。野営には、ラザレビッチが集めたシャングリラに関するあらゆる資料が揃っており、その中にはマルコ・ポーロの日記もあった。日記を読み解くと、マルコがシャングリラでチンターマニ石を取らなかったこと、そのためチンターマニ石はまだシャングリラにあり、それを見つけるためにラザレビッチ達がマルコの足取りを追っていることがわかる。さらに、船団が津波に遭遇したなら、船員たちは山の上に逃げたはずと推測し、ネイトとサリーは山頂に向かう。そこには古い遺跡があり、ネイト達は合流したクロエと共に中を探索。遺跡の中にはおびただしい数の人骨があり、それは消えた船団の船員たちに違いなかった。また、そこにはオイルランプのものと同じ青い松脂があり、ネイトはそれを使って松明に火を灯して辺りを探索する。すると、人骨の一つが大事に抱えているものを発見。それは、古い地図と黄金の宝刀だった。古い地図はネパールの寺院を示しており、シャングリラへの道を秘めた寺院を見つけられるのは「黄金のパスポート」を持つ者だけだと記されていた。そして、この黄金の宝刀こそが、その黄金のパスポートに他ならなかった。
ネイトとサリーは遺跡の外に出るが、クロエが連れて来たハリーと兵士たちに囚われ、黄金刀と地図を奪われる。その後、クロエの機転で兵士たちから逃れた二人は、クロエとネパールでの合流を約束し、黄金刀を持ってボルネオ島を脱出した。
ネパール
ネイトがネパールの市街地に着くと、そこは既にラザレビッチの軍隊の襲撃を受けて瓦礫の山と化していた。ネイトは兵士たちの襲撃を掻い潜り、クロエと合流。2人はシャングリラへの道を秘めた寺院を見つけるため、街で最も高いホテルのてっぺんに登る。そこから街を見渡すと、無数にある寺院の中に一つだけ、黄金刀に刻まれているのと同じ紋章がある寺院を発見する。2人はそこに向かうが、その道中、仕事で取材に来ていたエレナ・フィッシャーとカメラマンのジェフに遭遇。ネイトはエレナを危険な場所に置いていけないと考え、渋るクロエを説得しエレナ達も連れて行く。
寺院に着くと、ネイトはエレナ達を入り口で待たせ、クロエと二人で寺院を探索する。黄金刀を使って仕掛けを解くと、秘密の地下室が出現。その地下室の奥にも仕掛けが施された巨大な空間があり、仕掛けを解いて最奥の部屋の台に黄金刀を差し込むと、巨大な立体地図が出現。これにより、ネイトはシャングリラの場所を特定する。しかし、その直後にラザレビッチの兵士たちが地下室にやってくる。ネイト達は兵士たちを掻い潜り、エレナ達を連れて寺院を脱出。しかし、その逃走の道中にジェフが撃たれ負傷してしまう。クロエはジェフを置いて逃げるべきだと主張するが、ネイトは必死に助けようとする。しかし、ラザレビッチとハリーに追いつかれてしまい、ラザレビッチは容赦なくジェフを射殺。ネイトからシャングリラの位置を控えた地図と黄金刀を奪う。ラザレビッチはハリーにネイトとエレナの始末を命じて去るが、ネイト達は隙を見て脱出。黄金刀を取り戻すため、ラザレビッチ達が乗った列車に向かう。エレナの助けで列車に乗り込むと、ネイトは兵士たちや武装ヘリと戦いながら先頭車両を目指す。そうしているうちに、列車はトンネルを抜け、雪に覆われたヒマラヤ山脈にさしかかる。ネイトが先頭車両に近づくと、ラザレビッチの右腕で彼から黄金刀を預けられている屈強な兵士ドラザに遭遇。苦戦の末にドラザを倒し、黄金刀を取り戻す。ところが、その直後にハリーに腹部を撃たれ負傷してしまう。ネイトは辛くも兵士たちが乗った車両を切り離すが、自身が乗った列車は脱線して大破し、崖に宙づりになってしまう。
ヒマラヤ山脈
ネイトは落下寸前の列車から何とか脱出するが、黄金刀を取り戻しに来た兵士たちに襲われる。それも掻い潜るが、撃たれた傷と厳しい寒さとで意識が朦朧とし、倒れてしまう。
数日後、ネイトが意識を取り戻すと、そこはとある村の家の中だった。ネイトはこの村の住人のテンジンという男に助けられたのだった。外に出ると、ネイトは村に来ていたエレナと再会。彼女の案内で、元チベット探検隊リーダーのカール・シェーファーという男に会う。カールは、自身もかつてシャングリラを探しに来たと語る。そして、チンターマニ石には想像を絶する力が秘められており、それを敵に渡すわけにはいかないと主張。伝説を信じようとしないネイトに、かつて自身が率いた探検隊の跡を追うように言う。ネイトは渋々了承し、テンジンについていく。氷の洞窟を進むと、その奥で突如、見たことのない凶暴な化物に襲われる。化物を倒してさらに奥に進むと、古い巨大な寺院を発見。テンジンと2人で仕掛けを作動させながら最奥の部屋に行くと、そこには大勢の探検隊の遺体があり、オイルランプやボルネオの遺跡にあったのと同じ青い松脂が入ったケースと、伝説の「生命の木」に着いて書かれた本があった。だがその直後、再び先ほどの怪物たちが襲ってくる。ネイト達は怪物を倒しながら何とか寺院を脱出。しかし、そこから村のほうを見ると、何者かに襲撃されていた。ネイト達が村に戻ると、村はラザレビッチの軍隊に襲われていた。ネイトはテンジンと共に兵士たちや戦車に立ち向かい、何とか退けるが、カールが黄金刀共々攫われてしまう。ネイトとエレナはカールを助けるため、軍隊を追ってカーチェイスを繰り広げる。
チベットの修道院
ネイトとエレナは、ラザレビッチの軍隊を追って、ネパールの寺院に遭った地図が示していたチベットの修道院にたどり着く。ネイト達は兵士の襲撃を掻い潜って修道院の奥に進むが、時すでに遅く、カールはすでに瀕死の状態だった。カールはネイトに、この修道院の中にシャングリラへの道が隠されており、チンターマニ石を敵より先に見つけて砕いてほしいと告げ、息を引き取った。ネイトはカールの意志を汲み、エレナと二手に分かれて、黄金刀を取り戻すために塔に向かう。塔に着くと、そこにいたクロエから黄金刀を取り戻し、塔の仕掛けを解いてシャングリラへの秘密の入口を発見する。その中に降りると、ラザレビッチ達に見つかってしまい、エレナを人質に取られてしまう。やむなくネイトはラザレビッチに従い、ハリーと共に仕掛けを解いてシャングリラへの道を開く。
シャングリラ
外に出ると、そこには金色の寺院が立ち並ぶ壮大な都市が広がっていた。シャングリラに着いたラザレビッチは、ネイト達を殺そうとするが、そこに再び怪物たちが襲い掛かってくる。怪物たちは、シャングリラの番人だったのだ。ラザレビッチ達が怪物に襲われている隙に、ネイト・エレナ・クロエはその場を脱出。クロエはシャングリラからの脱出を主張するが、ネイトはチンターマニ石を砕いてラザレビッチを止めようと主張。クロエは渋々ネイトに従う。シャングリラには、いたるところに青い樹液の塊があり、これを撃つと爆発した。ネイト達は探索の末、シャングリラの中心に位置する寺院に到着。その最奥の部屋で、チンターマニ石と思われる巨大な青い石を発見する。チンターマニ石は、マルコ・ポーロの日記には「サファイアの原石」と書かれていたが、目の前のそれはサファイアではなく、青色の樹液が固まってできた琥珀だった。それを目にしたネイトは、オイルランプやボルネオの遺跡にあった松脂がこの琥珀の欠片であり、チンターマニ石の正体であることに気付く。さらに、チンターマニ石の素になった青い樹液は「生命の木」のものであり、その「生命の木」は今いる寺院の裏にある大木であり、シャングリラの番人はチンターマニ石を食べた人間のなれの果てだと推測する。するとその直後、背後に負傷しボロボロになったハリーが現れる。エレナはハリーを助けようとするが、ハリーは持っていた手榴弾で自爆。その爆発に巻き込まれてエレナが重症を負ってしまう。3人は寺院を出るが、ネイトはクロエとエレナを先に脱出させ、一人でラザレビッチを止めるべく、生命の木に向かう。生命の木に着くと、一足遅く、ラザレビッチは樹液を飲んで不死身の力を得ていた。ネイトはラザレビッチとの対決に挑むが、格闘や銃撃が効かず苦戦を強いられ、樹液を撃つことによる爆発でダメージを与え追い詰める。あと一歩まで追い詰めた時、ラザレビッチはシャングリラの番人達に襲われ最期を迎えた。その後、ネイトは崩れ行くシャングリラから辛くも脱出し、エレナとクロエと共に生還を果たした。エレナはテンジンの村で治療を受け、一命を取りとめた。

## チャプター
ヒマラヤ山脈
1 - 危機一髪
トルコ
2 - 盗賊の掟
ボルネオ島
3 - 消えた船団
4 - 発掘現場
ネパール
5 - 市街戦
6 - 他に手がない
7 - 再会
8 - 寺院
9 - 光りに導かれて
10 - 強行突破
12 - 追跡開始
13 - 暴走列車
14 - トンネルを抜けると
ヒマラヤ山脈
15 - 追憶の果て
16 - 賢人の導き
17 - 探検隊の行方
18 - 歴史の闇
19 - 包囲
20 - いたちごっこ
21 - ドライブ
チベットの修道院
22 - 黄金刀を追って
23 - シェーファーを救え
24 - シャングリラへの道
シャングリラ
25 - 失われた楽園
26 - 生命の樹

## 登場人物

### ネイト一行
ネイサン・ドレイク（Nathan Drake）
声 - 東地宏樹
本作の主人公で、プロのトレジャーハンター。愛称は「ネイト」。海洋冒険家「フランシス・ドレイク」の子孫を自負しており、首に下げたリングはその遺品。リングには「偉業も小さな一歩から」というドレイクの格言が彫られており、ネイトのモットーとなっている。
考古学の豊富な知識と優れた洞察力を持ち、わずかな手掛かりから謎を紐解く。性格は皮肉屋だがユーモアに溢れ、危険な状況でも軽口をたたく余裕を失わない。また、身体能力が非常に高く、険しい場所も軽い身のこなしで登っていく卓越したクライミング技術を持っている。さらに、銃火器の扱いや格闘術、飛行機や水上バイクなどの乗り物の操縦にも長けている。
今作では、ハリーの持ちかけた強奪計画から「マルコ・ポーロの消えた船団」に纏わる伝説の手掛かりを得る。ハリーの裏切りによってハメられた彼は、好奇心と仕返しの為に独自に伝説を追いかける。
エレナ・フィッシャー（Elena Fisher）
声 - 永島由子
本作のヒロイン。かつてアドベンチャー番組「アンチャーテッド」の司会を務めていたが、現在はフリージャーナリストとして世界中を飛び回っている。頭脳明晰な美女で、古代建築などの知識が豊富である。性格は明るく奔放で、少々頑固なところがある。ネイトに引けを取らないほどの行動力を持っており、女性でありながらも銃の扱いや乗り物の操縦にも長けている。特に銃の扱いは、本人曰く「勉強した」らしく、前作から更に上達した模様。
今作では、死亡したとされていた亡命戦争犯・ラザレビッチを取材するため、カメラマンのジェフと共にネパールに訪れていた所でネイトと再会。持ち前の好奇心と責任感によって、彼女もまた冒険に巻き込まれる。終盤ステージにおいて、裏切り者のフリンがラザレビッチに持たされた手榴弾の爆発に巻き込まれ、重症を負って亡くなるかのような演出がなされたが、その後回復している。
ヴィクター・サリバン（Victor Sullivan）
声 - 千葉繁
ネイトの相棒で、ベテランのトレジャーハンター。愛称は「サリー」。ネイトにトレジャーハンティングの技術を教えた師匠でもある。多方面に多額の負債を抱えており、金には少々汚い。話術に長けており、未だに若い女性を口説くこともある。現在は力仕事などは若いネイトに任せているが、冒険家としての腕や知識は衰えていない。
今作では、スナイパーライフルでの狙撃も披露する。トルコの刑務所からネイトを助け出した彼は、いつも通りに彼の「儲け話」に乗るが……。本作での活躍は、ごく一部のステージにのみ限られている。
クロエ・フレイザー（Chloe Frazer）
声 - 勝生真沙子
ハリーの依頼に付き添うプロのトレジャーハンター。インド人の血を引いている。女性であることを武器にし、情報収集や策略を企てるのが得意。またその身体能力もネイトに引けを取らない。ただ、どこか目的のわからない謎めいた一面も見られる。
ハリーの紹介によってネイトと知り合い、「仕事」に同行。ハリーの裏切りを重く見て、独自に伝説を追いかけるネイトに時に同行し、時に陰ながら協力する。

### 敵対者
ゾラン・ラザレビッチ（Zoran Lazarević）
声 - 菅生隆之
元セルビアの亡命戦争犯。ある襲撃事件で死亡したと思われていたが、現在はテロ組織のリーダーとして自ら傭兵部隊の指揮を執る。顔の右側面から右腕にかけての大きな火傷の痕と、鍛え上げられた屈強な肉体が特徴。傭兵部隊を組織する財力だけでなく、自身の戦闘能力も高い。残忍な性格で、一見その力と金で部下を従えている様に見えるが、そのカリスマ性に心酔している部下も多い。ヒトラーなどの歴史上の独裁者達への造詣が深く、また彼らを敬愛しており、自身も独裁者として歴史に名を刻もうとしている。その為に、独裁者達が調査していたという「シャングリラの秘宝」を追い求める。
ハリー・フリン（Harry Flynn）
声 - 神奈延年
プロのトレジャーハンターであり、今回の話をネイトに持ち出した張本人。一見気の良い男だが、報酬さえ良ければどんな仕事も引き受け、いざとなったら仲間も利用して裏切る狡猾な小悪党。ネイトに協力を仰ぎ、ある目的を達成しようとする。しかし、プロにしては実力は如何ともしがたく、準備は万全だがネイトに比べると知識や洞察力に劣り、謎に行き詰ったりと粗が目立つ。
ドラザ（Draza）
声 - 奈良徹
ラザレビッチの右腕。
クロエを救うためにラザレビッチの軍用列車に乗り込んだネイトと対決する。

### ヒマラヤの村
テンジン（Tenzin）
声 - Pema Dhondup
ヒマラヤの村に住む男性で、大雪の中で大怪我をして倒れていたネイトを助ける。その後もシャングリラの調査やラザレビッチの傭兵部隊との戦闘にとネイトに協力してくれる人格者。チベット語しか話せず英語も理解できないが、ネイトのジャスチャーから意思を汲み取りサポートしてくれる。エマという妹がいる。
カール・シェーファー（Karl Schäfer）
声 - 大木民夫
ヒマラヤ奥地の村に住み着き、秘宝の存在を知る謎の人物。かつてはある組織に雇われ、探検隊を率いて調査をしていたようである。英語だけでなくチベット語も堪能。チンターマニ石の恐るべき効力を知ったために、探検隊の兵士たち全員を射殺して、チンターマニ石が世に流出することを避けようとしていた。

### その他
ジェフ・ウィニア（Jeff Wynia）
声 - 川中子雅人
エレナとともに行動していたカメラマン。ラザレビッチによって殺害されてしまう。
リカ・ラジャ（Rika Raja）
声 - 渡辺明乃
シリーズの前日譚『Uncharted: Eye of Indra』に登場する人物。前作に登場したエディ・ラジャの妹。ゲーム本編には未登場だが、マルチプレイ用追加スキンとして使用することが可能。
ダニエル・ピンカートン（Daniel Pinkerton）
声 - 原田晃
シリーズの前日譚『Uncharted: Eye of Indra』に登場する人物で、メインとなる敵対者。ゲーム本編には未登場だが、マルチプレイ用追加スキンとして使用することが可能。

## 登場する武器
アンチャーテッドシリーズでは、意図的に名称を変更した上で実在する多種多様な武器が登場する。
現実では同一規格の弾丸を使う銃であれば使いまわすことが可能だが、前作と同じくゲームの仕様上、弾薬は全てその武器専用となる。本項目では便宜上、セミオートピストル・サブマシンガンを「ハンドガン」として、アサルトライフル・ショットガン・スナイパーライフル・グレネードランチャー等を「ロングガン」と分類した上で解説する。

### ハンドガン
セミオート
- .45ディフェンダー

初期装備武器。ゲーム序盤から登場。クロエはこれのスライドにドクロと赤い花びらの模様が入ったものを愛用している。
- 92FS-9mm

前作から引き続き登場。ゲーム序盤〜終盤にかけてほぼ全般に登場。.45ディフェンダーと比べ、装弾数と反動の大きさが改善されており、.45ディフェンダーの上位武器として活躍する。
- Desert-5

前作から引き続き登場。性能も変わらず、敵をほぼ一撃（最高難易度では2発）で撃破可能な一方で反動が大きい。基本的にレーザーサイトを用いて狙ってくる敵が所持している。フリンは終始これを愛用している。究極難易度では、優先して拾っておきたい武器である。
- P08-9mm

特定のチャプターでのみで使用可能。状況からチベット探検隊が自衛用として所持していたと思われる。武器としての性能は平均的で特筆すべき点は特にない。しかし長年極寒に晒され、ろくに整備もされていなかったのに関わらず、ネイトがとっさに使用した際は致命的なトラブルを起こす事なく発砲できていた。
リボルバー
- Wes-44

前作から引き続き登場。威力は申し分ないが、今作も入手頻度は高くない。サリーの愛用している銃でもある。
麻酔銃
非殺傷武器。特定のチャプターのみで使用可能。極端に射程が短いため、接近しないと届かないうえ、一発毎にリロードも必要。
マシンピストル
- Micro-9mm

前作から引き続き登場。一発ごとの威力そのものは低いものの、連射性能がそれを補う。近接時の制圧力を誇るが遠距離の攻撃を苦手としている。

ダブルバレルショットガン
- Pistole

ショットガンの特性を備えたピストル。威力はショットガンそのものであり、接近戦では無類の強さを誇る。その一方で中距離では威力が極端に落ち、2発撃つごとにリロードが必要という弱点を持つ。ダブルバレルショットガンという表記となっているが、ラザレビッチの愛用している物とは形状が異なる。

### ロングガン
アサルトライフル
- AK-47

前作から引き続き登場。反動の大きさからフルオート射撃時の集弾性は悪いものの攻撃力は申し分なく、FALやM4が入手できるまでの繋ぎとして活躍する。
- FAL

今作から登場。 ダットサイトを装備した3連射方式のアサルトライフル。フルオート射撃は出来ないものの、ダットサイトを用いた精密射撃が可能なため、中距離や遠距離にいる敵をピンポイントで射撃する場面で威力を発揮する。
- M4

前作から引き続き登場。連射速度が高くてフルオート射撃時の反動が少なく、全体的にバランスの取れた武器であり、AK-47の上位武器。中盤以降ではメインとして使用したい武器である。
- MP40

前作から引き続き登場。特定のチャプターのみで使用可能。P08-9mmと同じく長年極寒の地に放置されていたが、特にネイトが使用していた際は致命的なトラブルもなく発砲していた。
ショットガン
- Moss-12

前作に引き続き登場。接近戦では無類の強さを誇るが中距離になると威力が極端に落ちる。装弾数も少なく連射性に劣る。
- SAS-12

前作から引き続き登場。Moss-12と比べて装弾数と連射性が向上し、中距離でも威力はあまり落ちない。
スナイパーライフル
- ドラゴンスナイパー

前作から引き続き登場。セミオート式スナイパーライフル。遠距離の敵をほぼ一撃で倒せる威力を持つ。今作からスコープを覗く以外にも通常の武器と同じような射撃体勢で撃てるようになり、長距離射撃特化の武器でありながら接近戦に対する即応性が向上し、より扱いやすくなった。
グレネードランチャー
- M32

今作から登場。扱える場面は限られているものの、Mk-NDIグレネード並の威力を持ちながら連射が可能。爆風は貫通効果もあるため、壁に隠れてる敵を撃破することもできる。
一方で装弾数が少なくリロード速度も遅い。敵に直撃させなければ爆風でよろけさせるに留まり、致命傷を与えられないといった制約がある。
ロケットランチャー
- RPG

リロードが遅く入手頻度も極端に限られるものの、他の武器を圧倒する威力を持つ。
クロスボウ
原始的ながら強力な武器で、発射毎にリロードを必要とするが、発砲音から敵に気付かれにくいという効果を持つ。特定のチャプターのみで使用可能。

### その他
ガトリングガン
- GAU-19

圧倒的な高火力を誇るが、同時に移動の速度が大幅に低下し、初弾発射まで数秒のラグがあるため隙が大きい。
原則は使い捨てであり、他の武器に切り替えるとその場に投げ捨てることになる。持ったままエリア移動はできない。
グレネード
- MK-NDI

前作から引き続き登場。直撃させれば強力だが、効果範囲は狭く投擲から爆発まで数秒のラグがある。
今作から銃を構えながらでも正面へ投擲したり、傾きセンサーではなくアナログスティックからカーソル操作が可能になり、より実用的になった。
アイテム
- シールド

防御用の盾。どんな銃撃でも防いでくれるものの、使用中は移動速度が極端に低下し、武器はハンドガン系しか扱えず、一定の銃撃を食らうと破損してしまう。攻撃により怯んでた敵から奪うことが可能。
- ガスタンク

可燃性気化ガスが入ったタンク。銃器で撃つと爆発するため、攻撃用オブジェクトとして利用できる。自ら運んで任意の方向へ投げることが可能。
- 燃料ポンプ

可燃性の燃料が入った赤色のポンプ。銃器で撃つと爆発するため、攻撃用オブジェクトとして利用できる。ガスタンクとは違い固定されている為、運んだり投げたりは出来ない。
- 固定銃座

各マップ上に地面や装甲トラックに設置されている。圧倒的な火力を誇るものの弾数には上限が設定されている。
また使用中は原則移動が不可能であり、側面や背後からの攻撃には無防備になりやすい。

## 出現兵士
オフラインやオンラインに登場するいくつかの兵士の種類のリスト。PlayStation Storeで販売されているアバターのキャラクターの名前を載せてある。

### ラザレビッチの傭兵部隊
マルチプレイヤーのチーム『敵』で好きなものを選択できる。
- テトラム

ガスマスクをかぶっていて、グレネードランチャーを手にする。マルチプレイヤーの協力モードではラウンド4から出現するようになる。マルチプレイの場合、AK-47もしくはM4を手にする。首をステルス攻撃されて、口を手で押えられる。そのとき、倒れたときに出る赤いメーターと似た、円状の青いメーターが表示される。三角ボタンを高速に連打すれば、押えられた状態から逃げる可能性はあるが、成功するのはかなり難しい。メーターがなくなる前に仲間に敵を倒してもらうのが一般的。
- サーク

顔の下半分を黒いマスクで覆っていて、常にロケットランチャーを手にする。
- ローバック

頭にヘッドフォン、黒いマスクをかぶっていて、常にスナイパーライフルを手にする。
- ボドニック

黒いマスクをかぶっていて、常にショットガンを手にする。
- ドラガン

体全体に頑丈な鎧装を着用しており、ショットガンもしくはM4を手にする。他の兵士に比べて倒しにくい。一度ヘルメットが落ちるまで近接攻撃はできない。
- ゾースコル

顔にスカルの形をした仮面を着用する。常にショットガンとグレネードを手にする。
- 軽鎧装兵士

軽装で最も弱く、倒しやすい敵。主に92-FS-9mm 、45ディフェンダー、Micro-9mm、AK-47、FAL、M4を手にする。
- 重火器部隊

とても丈夫な金属の鎧装を着用しており、とても倒しづらい。GAU-19を手にする。グレネードを4個当てると簡単に倒せる。頭を狙うのが最も効率がいい。

## マルチプレイ
本作はPlayStation Networkに対応しており、無料でオンラインを楽しむことができる。ゲームは主に対戦型と協力型の2種類あり、デスマッチがもっともオーソドックスである。プレイを重ねるたびレベルが上がり、通貨がもらえる。ゲーム内で獲得した通貨を用いて、コスチュームやブースター(スキル 例:持てる弾の数が増える)、協力型に使う武器のレベルアップなどのボーナスアイテムを解除することができる。

### ゲームモード

#### 対戦型
2 - 10人が2つのチームに分かれ、勝負をするモード。マルチプレイのプロフィールで好みのキャラクターを選択することができる。チームは自動で構成される。ネイトやサリーなどを含む「ヒーロー」のチームと、「敵」のチームの2つのいずれかのチームにランダムに振り分けられる。
デスマッチ
各5人の2つのチームに分かれて、相手チームのプレイヤーを倒していく。倒されたら5秒後に復活する。上限の人数(デフォルトは50人)を先に倒せたチームの勝ちとなる。または決まった時間(デフォルトでは15分)内に、より多く相手チームのプレイヤーを倒したチームの勝利となる。
チームデスマッチモードでは、一度死ぬと復活できない設定になり、相手チームを全員倒したら勝ちとなる。こちらも各5人の2つのチームで競い合う。
宝探し
2つのチームに分かれてマップの中心にある宝を奪い合い、自チームの基地まで運ぶ。宝を運んでいるプレイヤーは片手で宝を持つため進みが遅くなり、相手チームに攻撃されやすくなるが、もう片方の手でピストルを使って攻撃したり宝を投げることができる。先に宝を5回自チームの基地に運んだチームの勝ちとなる。
テリトリー奪い
2つのチームに分かれて、3つあるテリトリーを奪い合う。各テリトリーを確保しているとポイントが加算されていく。先に250ポイントを獲得したチームの勝ちとなる。
マスターバトル
マップ内の決められた場所を守り抜く。守っている間ポイントが加算される。先に50ポイントを獲得したチームの勝ちとなる。

#### 協力型
2 - 3人が協力して目的を達成するモード。敵はコンピューター(AI)になる。仲間が全滅しても、3回までならチェックポイントからやり直し可能。
サバイバル
ラウンドごとに出現する敵を倒していく。こちらが全滅することなく全て倒すか、一定時間経過するとクリア。死亡するとラウンドをクリアするか、全滅するまで復活不可能。全10ラウンド。ラウンドが進むごとに敵がどんどん強くなっていく。
ゴールドラッシュ
マップ内に出現した宝を協力して目的地まで運ぶ。死亡するとラウンドをクリアするか、全滅するまで復活不可能。全10ラウンド。ラウンドが進むごとに敵がどんどん強くなっていく。宝は運んでる途中で一定時間（3分?）誰も拾わずにいると元の位置にリセットされる。
ミニミッション
ミッションごとに定められた目的を達成するモード。プレイ時間は個人差はあるが約15分 - 30分。なお瀕死状態の味方は近寄って△ボタンで救助可能。死亡すると味方がチェックポイントに到達するか、全滅しなければ60秒後に復活可能。

## 追加コンテンツ

### 追加パック1
PlayStation 3の人気ゲーム、『RESISTANCE2』、『KILLZONE2』、『INFAMOUS〜悪名高き男〜』からの7種類のキャラクターが、マルチプレイ用スキンとして追加される。
ヒーロースキン
- ヘイル（RESISTANCE2）
- セブ (KILLZONE2)
- INFAMOUSの善のコール (INFAMOUS〜悪名高き男〜)
- ジーク（INFAMOUS〜悪名高き男〜）

敵スキン
- キメラ（RESISTANCE2）
- ヘルガスト（KILLZONE2）
- INFAMOUSの悪のコール（INFAMOUS〜悪名高き男〜）

### 追加パック2 Map&Skinパック
前作『アンチャーテッド エル・ドラドの秘宝』からのマルチプレイ用スキン6種類が入った追加パック。一部のマルチプレイ用トロフィーが獲得可能となる。
マップ
- 施設
- 追跡

ヒーロースキン
- ドレイク (『エル・ドラドの秘宝』ver.)
- エレナ (『エル・ドラドの秘宝』ver.)

敵スキン
- 傭兵
- ナヴァロ
- ローマン
- エディ

### 追加パック3 Map&Skinパック
新しい協力プレイモード『サバイバトリー』と、新しいマルチプレイ用マップが2つ、前作『アンチャーテッド エル・ドラドの秘宝』からのマルチプレイ用スキン4種類、他に新しいマルチプレイ用スキンも2種類入った追加パック。他にも、一部のマルチプレイ用トロフィーが獲得可能となる。
ゲームモード
- サバイバトリー

マップ
- 博物館
- 市街戦(ハイライズ)

ヒーロースキン
- ウェットスーツネイト
- 草野球ネイト

敵スキン
- 海賊（エルドラドの秘宝ver.）
- プラチナマン
- 光マン
- 探検隊員

### 追加パック4
『エル・ドラドの秘宝』と『黄金刀と消えた船団』からのマルチプレイ用スキンが8種類入った追加パック。

## 用語集
マルコ・ポーロ
実在したヴェネツィア共和国出身の商人。東方見聞録を執筆した人物で、中国から14隻の船団を率いて旅立つが、そのうち13隻が消息不明となり、ヨーロッパに到着したのは1隻だけだったという。
シャングリラ(シャンバラ)
チベットに伝わる伝説の秘密の仏教王国。ヒマラヤ山脈の西の果てを崑崙山脈のほうへ向かった辺りに「カラカル」という8,500メートル以上の高峰があり、そのふもとの霧の漂う調和に満ちた谷間。かつて高度な文明社会が栄えていた、伝説上の理想郷。本作では、この幻の理想郷を追い求めネイト達が壮大な冒険を繰り広げる。
チンターマニ石
仏教の伝説に登場する、意のままに様々な願い事を叶えると言われている秘宝。サンスクリット語で「チンター」は思考、「マニ」は珠を意味する。
作中では、マルコ・ポーロの日記には「巨大なサファイアの原石」と記されているが、その正体は、シャングリラの中心にある「生命の木」の樹液が固まって出来た琥珀。生命の木の樹液は青色をしており、飲んだ者を不死身にする力が秘められている。またこの樹液とその琥珀は可燃性と爆発性の性質があり、銃撃などで衝撃を与えると強い爆発を起こす。この性質から、石ころ位の小さな琥珀は燃料(松脂)としても利用されている。
オイルランプ
トルコの博物館に展示されている緑色のランプ。序盤でネイト達が盗み出そうとする。このランプ自体には大した価値はないが、ランプの中に、マルコ・ポーロが率いた船団のうち消息を絶った13隻の行方に関する手掛かりが隠されている。
黄金刀
ネイト達がボルネオの遺跡で発見したナイフ。シャングリラに到達するための鍵であり、持ち主をシャングリラに導く「黄金のパスポート」とされている。